# 오흐리드호

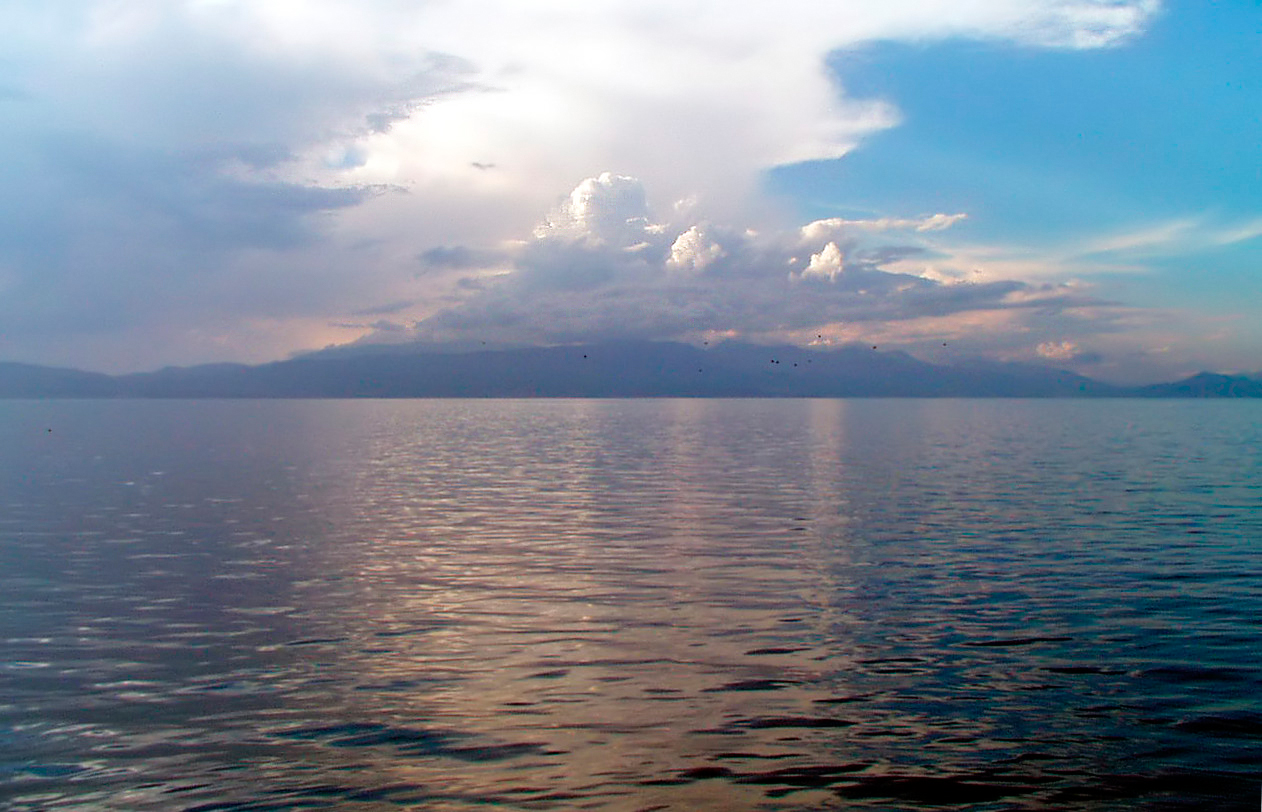
오흐리드호

오흐리드호(마케도니아어: Охридско Езеро, 알바니아어: Liqeni i Ohrit)는 북마케도니아와 알바니아의 경계 지역에 위치한 호수이다. 면적은 358km2, 최대 길이는 30.4km, 최대 너비는 14.8km이며 높이는 693m, 평균 수심은 155m, 최대 수심은 288m, 길이는 87.53km(북마케도니아: 56.02km, 알바니아: 31.51km)이다.
호수의 전체 면적 가운데 248km2는 북마케도니아에, 110km2는 알바니아에 위치한다. 동쪽으로 약 10km 정도 떨어진 곳에 위치한 프레스파호와는 표고차가 150m 정도에 달한다. 프레스파호에서 흘러나온 물은 카르스트 지형을 띤 대지를 거쳐 오흐리드호 방향으로 흐른 다음에 알바니아에서 흑드린강을 거쳐 아드리아해로 흘러간다.
오흐리드호와 인접한 주요 도시로는 북마케도니아 오흐리드, 스트루가, 알바니아 포그라데츠가 있다. 호수 주변에 위치한 습지는 펠리컨, 오리, 고니, 독수리를 비롯한 여러 철새들이 겨울을 보내는 곳이다. 1979년에는 유네스코가 지정한 세계유산에 등록되었다.